# Mercedes Odina
Mercedes Odina (11 de octubre de 1959, Barcelona, España) es periodista, escritora y directora de documentales, especializada en la promoción internacional y la gestión cultural.

## Biografía
Licenciada en Ciencias de la Comunicación por la Universidad Autónoma de Barcelona, inició su carrera en 1983 en Radio Miramar. En 1985 se traslada a Madrid para formar parte del equipo de los Servicios Informativos de RTVE en Torrespaña; donde pasa a formar parte del equipo de reporteros de Informe Semanal.
En 1989 encara su primer proyecto como autora, directora y guionista de la serie documental Los Años Vividos una completa revisión del siglo veinte español a través de la memoria de 250 personalidades españolas. La serie fue emitida por primera vez en el invierno de 1991 y en 1992 fue galardonada con el Premio Ondas Internacional de Televisión.
Su siguiente destino fue como directora del programa de investigación periodística Dossier 21. Algunos de los documentales realizados durante esta etapa como Maxwell: La Muerte Blanca, El legado de Dalí y Objetivo: Matar a Franco han sido emitidos por diversos canales extranjeros y han participado en distintos Festivales Internacionales de Televisión.
En 1995 se traslada a Nueva York como corresponsal de TVE en esta ciudad. Como resultado de su experiencia profesional y vital en Estados Unidos publica su primer libro América Sociedad Anónima una documentada exposición de los distintos aspectos –económicos, políticos, religiosos, étnicos, históricos, culturales y sociales- que componen el interesante rompecabezas social estadounidense a finales del siglo XX. En 1998 regresa a España y a partir de ese momento combina su trabajo como profesora de Comunicación en la Universidad Ramon Llull con su trabajo como escritora de ensayos y colaboradora en diversos medios de radio, televisión y prensa. 
En abril de 2005 es nombrada Directora de Comunicación, Promoción y Marketing de la Exposición Internacional de Zaragoza 2008. En noviembre de 2005 regresa a Televisión Española como Jefe de Programas del Centro de Producción de Cataluña en Sant Cugat.
En la actualidad es la Directora de Programación y Jefe de los Departamentos de Cultura y Educación de Canning House. Esta institución británica, creada en 1943 tiene como misión promover los lazos culturales y comerciales entre España, Portugal y Latinoamérica en el Reino Unido.

## Obra
- Marzo de 1997. AMERICA SOCIEDAD ANÓNIMA, Planeta: Documentada exposición de los diferentes aspectos (sociales, económicos, históricos, culturales y políticos) que conforman el rompecabezas norteamericano a finales del siglo XX ISBN 84-08-01984-8[4]

- Marzo de 1998. EL FACTOR FAMA, Anagrama: Análisis de la transformación del concepto y el valor de la Fama tras la aparición de los medios audiovisuales de comunicación de masas. ISBN 84-339-0563-5[5]

- Marzo de 2000. LA ALDEA IRREAL, El País Aguilar: El libro presenta un análisis sobre el impacto de la gran revolución tecnológica y científica que se está desarrollando en la actualidad y como esta afecta a nuestra manera directa de percibir la realidad. ISBN 84-03-59615-4[6]

- Marzo de 2005. EUROPA VERSUS USA, Espasa Calpe: El libro ofrece un reflexión sobre el concepto de Civilización Occidental y un análisis sobre las diferencias que unen y separan a Estados Unidos y a Europa en torno a la teorización ideológica alrededor de este concepto. ISBN 84-670-1704-X[7]

## Filmografía
- Octubre de 1992. Los años vividos, autora, directora y guionista, RTVE Madrid, España. Premio Ondas Internacional de Televisión.[8]

- Septiembre de 2004. New York, New York: La gran ciudad del mundo directora y guionista, PBS USA / Sagrera TV producciones.[8]

## Premios
- Octubre de 1992. Ondas Internacional de Televisión por la serie Los años vividos’’
- Marzo de 1998. Finalista de la XXVI Edición del Premio Anagrama de Ensayo por el libro El Factor Fama

### Media
- Los años vividos, RTVE video
- Los años vividos, Tráiler

- Datos: Q2898136